# Jacques Pilliard
Jacques-Denis Pilliard est un peintre français né à Vienne (Isère) le 23 octobre 1811 et est mort dans la même ville le 10 avril 1898.

## Biographie
Jacques Pilliard est né le 23 octobre 1811 à Vienne. Ayant longtemps résidé à Rome, bénéficie des conseils d'Ingres, alors directeur de la villa Médicis.
Peintre de formation néoclassique, Jacques Pilliard exécute des portraits et des scènes de genre, mais il est surtout connu pour ses sujets religieux. Charles Baudelaire dit de lui dans ses Curiosités esthétiques : « Pilliard est évidemment un artiste érudit ; il vise à imiter les anciens maîtres et leurs sérieuses allures — ses tableaux de chaque année se valent — c’est toujours le même mérite, froid, consciencieux et tenace. »
Il meurt le 10 avril 1898 à Vienne, où il est inhumé au cimetière de Pipet. Son buste ornant sa tombe est l'œuvre de Joseph Bernard.

## Œuvres dans les collections publiques
- Grenoble, musée de Grenoble :

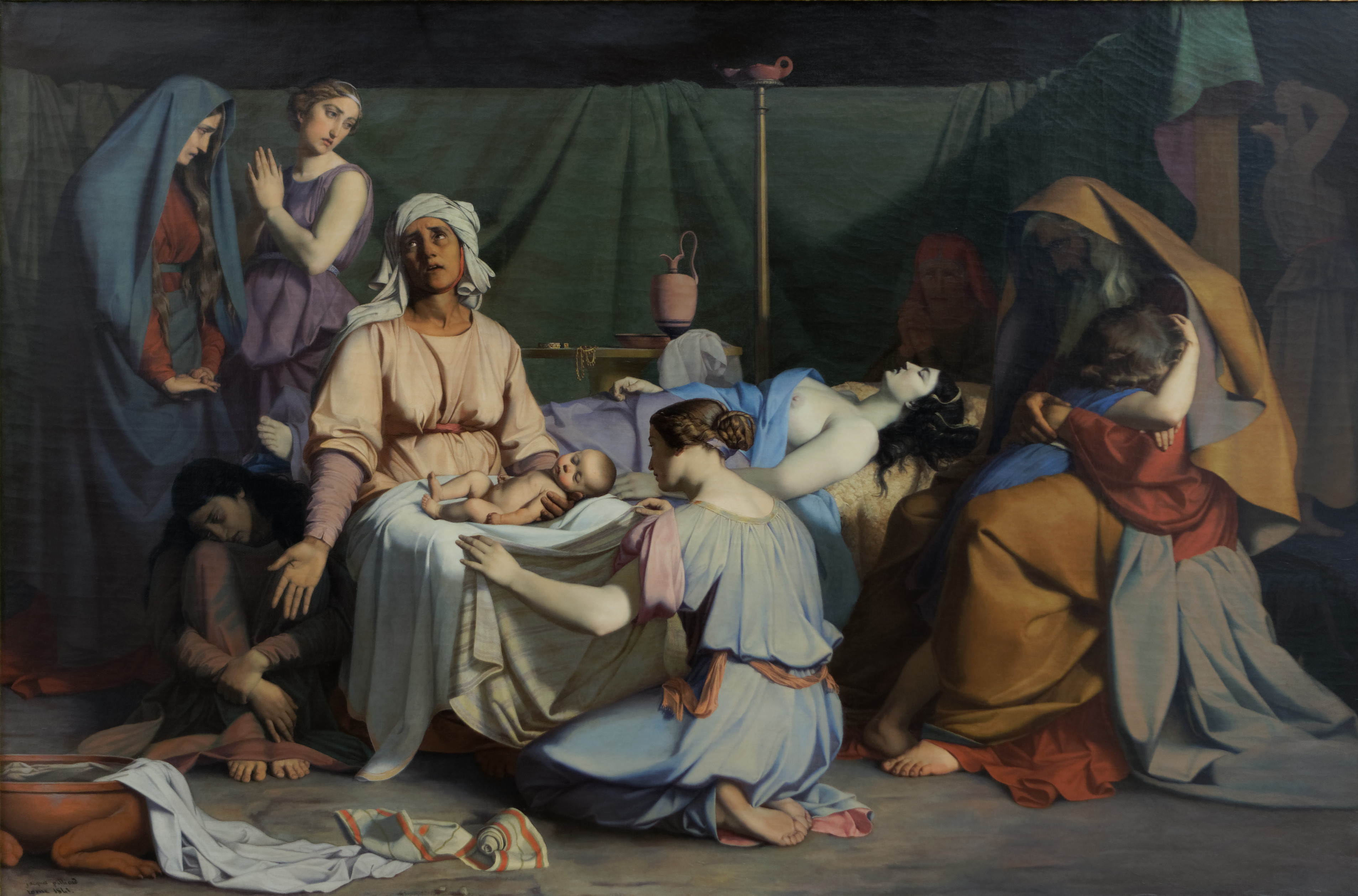
Naissance de Benjamin et mort de Rachel (1841), musée de Grenoble.

  - Marthe et Marie, 1844, huile sur toile[4] ;
  - Une peste. Esquisse, huile sur toile[5] ;
  - Naissance de Benjamin et mort de Rachel, 1841, huile sur toile[6].
- Saint-Pierre-d'Oléron, église Saint-Pierre : Apparition de la Vierge de la Salette, 1857, huile sur toile[7].
- Salles-Curan, église Saint-Géraud : La Résurrection de la fille du chef de la synagogue dit Résurrection de la fille de Jaïre, 1847, huile sur toile, œuvre disparue[8].
- Vienne, église Saint-Martin :
  - Le Baptême du Christ, 1873, huile sur toile[9] ;
  - Le Couronnement de l'Église, huile sur toile[10] ;
  - Chemin de croix, 14 huiles sur toile[11].
- Vourles, église Saint-Bonnet : Mort de saint Gaétan, vers 1844, huile sur toile[12].